# Грэм, Джеймс, 3-й маркиз Монтроз
Джеймс Грэм (англ. James Graham; 20 октября 1657 — 25 апреля 1684) — шотландский аристократ, 3-й маркиз Монтроз с 1669 года. Старший сын Джеймса Грэма, 2-го маркиза Монтроза, и его жены Изабеллы Дуглас. Унаследовал семейные владения и титул после смерти отца. Получил образование в Университете Глазго. В 1678 году стал членом Тайного совета Шотландии, в 1682—1684 годах занимал пост президента Тайного совета.
В 1681 году маркиз женился на Кристиан Лесли, дочери Джона Лесли, 1-го герцога Росса, и Анны Линдси. В этом браке родился сын Джеймс, ставший в 1707 году 1-м герцогом Монтрозом.